# Michael Timisela
Michael Elias Timisela (Amsterdam, 5 mei 1986) is een voormalig Nederlandse voetballer van Molukse afkomst die als verdediger speelde. Hij kwam uit voor onder meer AFC Ajax, VVV-Venlo, Hammarby IF en Lillestrøm SK en was Nederlands jeugdinternational.

## Clubvoetbal

### FC Abcoude
Timisela werd in Amsterdam geboren op 5 mei 1986 als zoon van een Molukse vader en Nederlandse moeder. Al jong werd Timisela door zijn vader, de voetbaltrainer Henk Timisela, ingeschreven bij de voetbalvereniging FC Abcoude. Hier speelde hij regelmatig op het middenveld. Wanneer Timisela 13 jaar oud is, wordt hij ontdekt door AFC Ajax, die hem overhalen naar de voetbalacademie van de Amsterdamse topclub.

### AFC Ajax
In zijn eerste jaar in de jeugdopleiding van AFC Ajax wordt hij geplaatst bij de C1 van de club. Bij de jeugdelftallen van Ajax wordt Timisela omgeschoold tot rechtsback.
Onder trainer Danny Blind, maakte hij zijn debuut op 19 februari 2006 tijdens de wedstrijd AFC Ajax - RBC Roosendaal (6-0 winst) toen hij in de 80e minuut mocht invallen voor Hatem Trabelsi. Zijn eerste doelpunt maakte hij een week later op 26 februari 2006 in de wedstrijd Heracles Almelo - AFC Ajax in de 82e minuut. Ondanks zijn goede spel, kon Timisela in het seizoen 2006/2007 onder trainer Henk ten Cate niet rekenen op speeltijd, waarop Timisela van Ajax op zoek mocht gaan naar een andere club. Onder meer Sparta Rotterdam, RKC Waalwijk en NAC Breda toonden serieuze belangstelling in de diensten van de jonge voetballer, maar Timisela tekende bij VVV-Venlo een contract voor twee seizoen met een optie voor nog een seizoen.

### VVV-Venlo
Bij aanvang van het seizoen 2007/2008 sloot Timisela zich aan bij VVV-Venlo, dat onder leiding stond van trainer André Wetzel. Michael Timisela had dat seizoen vooral last van een enkelblessure, dat hem veelal aan de kant hield. De teleurgestelde Timisela speelde dat seizoen slechts 3 wedstrijden. Het eredivisieseizoen kende pieken en dalen. Ondanks een zeventiende plaats, degradeerde VVV-Venlo door in de play-offs te verliezen van ADO Den Haag.
Na de degradatie werd de hoofdtrainer André Wetzel opgevolgd door Jan van Dijk. Onder trainer Van Dijk krijgt de jeugdinternational in het seizoen 2008/2009 meer vertrouwen en speeltijd. Timisela betaalt dit vertrouwen uit met solide teamspel waardoor de The Good Old mede dankzij Timisela al vroeg in het seizoen de tweede periodetitel behaalt. Hierdoor plaatst de Limburgse club zich voor de play-offs maar hoeft niet deel te nemen doordat VVV als kampioen van de Jupiler League rechtstreekse promotie afdwingt. In de zomer van 2012 liep zijn contract af.

### Hammarby IF

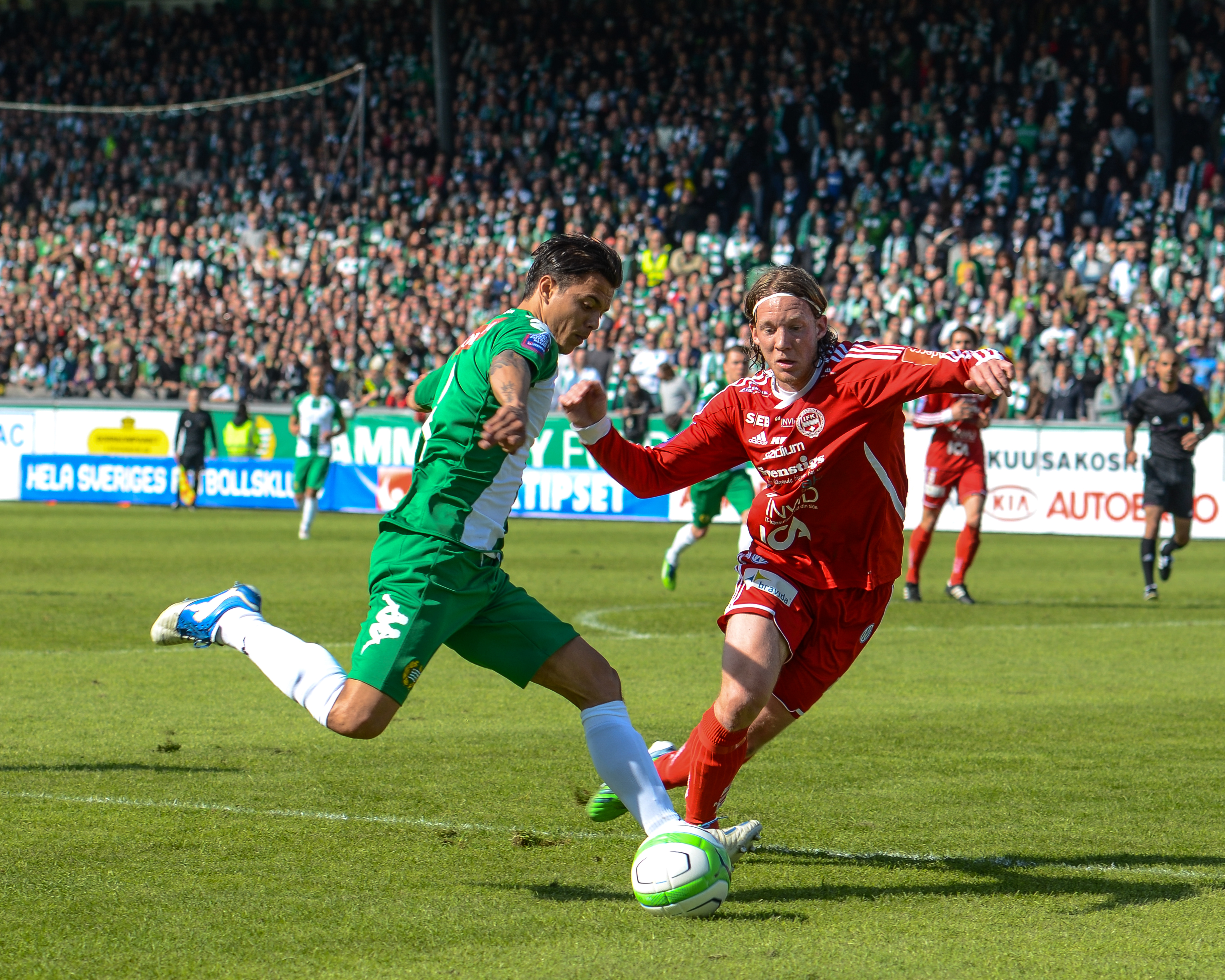
Timisela (links) namens Hammarby IF.

Timisela zat een half jaar zonder club. Hij wees Lech Poznan af en trainde met andere werkeloze spelers op de velden van AFC. Op 11 december 2012 werd bekendgemaakt dat Timisela een contract voor twee jaar heeft getekend bij Hammarby IF uit Zweden. Voor de club zal hij vanaf het seizoen 2013 uitkomen. In 2014 won hij met Hammerby de Superettan waarna zijn contract aan het einde van het jaar afliep.

### Lillestrøm SK
In mei 2015 werd hij na een proefperiode van drie dagen gecontracteerd door het Noorse Lillestrøm SK waar hij een contract tot eind 2015 ondertekende. Hij maakte zijn competitiedebuut op 25 mei 2015, toen hij in de thuiswedstrijd tegen FK Bodø/Glimt (3-0) in de 85ste minuut inviel voor Bonke Innocent. In de zomer van 2016 maakte hij de overstap naar de Koninklijke HFC.

### Koninklijke HFC
Voor het seizoen 2016/17 sluit Timisela zich aan bij de voormalig drievoudig landskampioen Koninklijke HFC, voor wie hij als semi-prof uitkomt in de Tweede divisie. In Haarlem is Timisela basisspeler en in zijn eerste seizoen bij de Koninklijken speelt hij 28 wedstrijden, waarin hij driemaal een doelpunt wist te maken. Tijdens de winterstop 2017/18 verliet hij de club om zich meer toe te leggen op zijn maatschappelijke loopbaan.

## Statistieken
| Seizoen         | Club            | Competitie      | Competitie | Competitie | Beker | Beker | Playoff | Playoff | Totaal | Totaal |
| Seizoen         | Club            | Competitie      | Wed.       | Dlp.       | Wed.  | Dlp.  | Wed.    | Dlp.    | Wed.   | Dlp.   |
| --------------- | --------------- | --------------- | ---------- | ---------- | ----- | ----- | ------- | ------- | ------ | ------ |
| 2005/06         | Ajax            | Eredivisie      | 4          | 1          | 0     | 0     | 0       | 0       | 4      | 1      |
| 2006/07         | Ajax            | Eredivisie      | 0          | 0          | 0     | 0     | 0       | 0       | 0      | 0      |
| 2007/08         | VVV-Venlo       | Eredivisie      | 3          | 0          | 0     | 0     | 0       | 0       | 3      | 0      |
| 2008/09         | VVV-Venlo       | Eerste divisie  | 24         | 0          | 0     | 0     | —       | —       | 24     | 0      |
| 2009/10         | VVV-Venlo       | Eredivisie      | 26         | 1          | 1     | 0     | —       | —       | 27     | 1      |
| 2010/11         | VVV-Venlo       | Eredivisie      | 30         | 1          | 1     | 0     | 4       | 0       | 35     | 1      |
| 2011/12         | VVV-Venlo       | Eredivisie      | 28         | 0          | 1     | 0     | 4       | 0       | 33     | 0      |
| 2013            | Hammarby IF     | Superettan      | 19         | 0          | 3     | 0     | —       | —       | 22     | 0      |
| 2014            | Hammarby IF     | Superettan      | 28         | 1          | 1     | 0     | —       | —       | 29     | 1      |
| 2015            | Lillestrøm SK   | Tippeligaen     | 11         | 0          | 0     | 0     | —       | —       | 11     | 0      |
| 2016/17         | Koninklijke HFC | Tweede divisie  | 28         | 3          | 2     | 0     | —       | —       | 30     | 3      |
| 2017/18         | Koninklijke HFC | Tweede divisie  | 14         | 0          | 3     | 0     | —       | —       | 17     | 0      |
| Carrière totaal | Carrière totaal | Carrière totaal | 215        | 7          | 12    | 0     | 8       | 0       | 235    | 7      |

## Erelijst
- KNVB beker: 2006 (AFC Ajax)
- Eerste divisie: 2009 (VVV-Venlo)
- Superettan: 2014 (Hammarby)